# Älvsborgs Nyheter (1982)
Ej att förväxla med tidningen Älvsborgs Nyheter (1908)
Älvsborgs Nyheter  var en moderat tidning utgiven i Vänersborg från 22 januari 1982 till 17 december 1992.
Tidningens fullständiga titel  var Älvsborgs Nyheter - Tidning för norra Älvsborg.

## Redaktion
Redaktionsort  för tidningen var hela tiden i Vänersborg. Politisk tendens  var oberoende moderat. Tidningen var ett nytt försök med en moderat tidning i Älvsborgs län. Tidningen var en endagarstidning som kom ut fredagar till juli 1985 sedan torsdagar till 1992. 
| Period                 | Ansvarig utgivare   | Period                 | Redaktör         |
| 1982-01-22--1988-02-25 | Bertilsson, Stig    | 1982-01-22--1988-02-25 | Bertilsson, Stig |
| 1988-03-03--1989-12-21 | Wallin, Thomas t.f  |                        |                  |
| 1990-01-04--1992-02-20 | Wallin, Thomas      |                        |                  |
| 1992-02-27--1992-12-17 | Jansson, Anna-Karin |                        |                  |

## Tryckning
Tidningsförlaget hette som tidningen Älvsborgs nyheter AB, och hade sitt säte i Vänersborg med Stig Bertilsson som ägare. Sätteri var Dalslänningen AB Bengtsfors men fram till juli 1985 trycktes tidningen hos AB William Michelsens boktryckeri i Alingsås. Sedan var Dalslänningen AB  i Bengtsfors  tryckare till december 1986. 1987 tog VF tryck i Karlstad över tryckningen till maj 1987 då den åter trycktes hos Dalslänningen AB.
Tidningen trycktes från 1982 till 1992 i fyrfärgmed typsnitt antikva. Satsytan var först medelstor men blev sedan mindre än tabloidformat. Tidningen hade 12-24 sidor flest sidor 1985. Upplagan var liten bara strax över 2000 som mest 2340 1992. Priset var 65 kronor första året och sista året 150 kronor.